# Трохименко, Карп Демьянович
Карп Демья́нович Трохи́менко (укр. Карпо Дем'янович Трохименко; 13 [25] октября 1885, Сущаны, Киевский уезд, Российская империя — 1 октября 1979, Киев) — украинский советский живописец, иллюстратор. Педагог, историк изобразительного искусства, профессор историко-батальной живописи (с 1939). Народный художник УССР (1944).

## Биография
Родился 13 (25) октября 1885 года в селе Сущаны (ныне Кагарлыкский район, Киевская область, Украина). Обучался с 1902 по 1910 (с перерывами) в Киевском КХУ под руководством И. Ф. Селезнёва, в 1906—1907 — в МУЖВЗ у Н. А. Касаткина, в 1910—1916 — в Высшем художественном училище при Императорской Академии художеств. Ученик Н. С. Самокиша.
В 1915 году в составе учеников Н. Самокиша, под руководством профессора выезжал на Западный, а затем на Черноморский и Кавказский фронты Первой мировой войны для выполнения этюдов и зарисовок, которые печатались в журналах «Лукоморье» и «Солнце России».
Участник Первой мировой войны. В 1916—1917 годах после окончания академии находился на Кавказском фронте рядовым лейб-гвардии. После возвращения в Киев в 1918—1919 преподавал рисование в высшей железнодорождной школе, в родном с. Сущаны (1920—1923), был заведующим трудовой школой в Кагарлыке (1923—1925), преподавал на рабфаке в Ржищеве (1925—1926), был заведующим детской художественной студии. В 1926—1933 годах преподаватель в Киевской индустриальной профшколе, впоследствии — Киевский художественный техникум. Член Ассоциации художников Красной Украины.
Переломным моментом в творческой жизни художника стала тема Днепростроя. В 1927 году он побывал на строительстве, которое впечатлило его масштабностью, массовостью и энтузиазмом. Под влиянием увиденного К. Трохименко нарисовал эскиз «Строительство», холсты «Кадры Днепростроя», «Творцы первой пятилетки». Сам художник, вспоминая работу на Днепрострое, писал: «Я подошел к своей задаче как романтик».
В 1939 году художник создал одно из самых лучших своих произведений — «Шевченко и Энгельгардт». Картина касается одного из трагических моментов из жизни великого поэта — пан застал его за рисованием и собирается наказать.
В 1933—1974 годах преподаватель в Киевском художественном институте (с 1938 — заведующий кафедры композиции и руководитель мастерской батальной и исторической живописи, с 1939 — профессор).
В 1926—1931 годах член Ассоциации художников Красной Украины.
Относится к плеяде украинских художников-реалистов старшего поколения, таких как Ф. Г. Кричевский, И. С. Ижакевич, И. Н. Шульга, Г. П. Светлицкий и др.
Умер 1 октября 1979 года. Похоронен в Киеве на Байковом кладбище.

## Избранные работы
- «Допрос пленных венгерских гусар» (1915—1916),
- «Ужин казаков на позициях» (1917);
- серия акварелей «Революция в деревне» (1926),
- «Утро в колхозе» (1960—1961);
- картины на шевченковскую тему
  - «Шевченко и Энгельгардт» (1939),
  - «Катерина» (1959),
  - «Т. Шевченко на Чернечей горе» (1960),
  - «Т. Шевченко в Каневе» (1961),
  - «Вечер на Тарасовой горе» (1963),
  - «Тарас Шевченко ищет свою судьбу» (1964);
- цикл «Моя родная Родина» (1964—1968),
- «Майские дни в старом Киеве» (1975)
- портреты.

Автор работ по истории украинского и русского изобразительного искусства, в частности, исследования «Украинская историческая картина» (1944), в сборнике «Украинская Академия искусства. Исследовательские и научные работы» (К., 1995),
Написал автобиографическую книгу «Романтика трудового подвига» («Искусство», 1979, № 11), теоретическую работу «Мысли о тематической картине» («Изобразительное искусство», 1971, № 1).

## Награды
- орден Трудового Красного Знамени (24.11.1960)
- ордена и медали СССР
- народный художник УССР (1944)
- Государственная премия УССР им. Т. Шевченко (1969) за создание картин и иллюстраций на шевченковские темы, за серию живописных и графических произведений, цикл картин «Моя родная Родина».

## Память
- На доме в Киеве, где жил К. Трохименко в 1985 установлен бронзовый барельеф художника.
- На могиле художника на Байковом кладбище установлен бюст.
- В 1985 в честь 100-летия со дня рождения К. Трохименко почта СССР выпустила художественный конверт.